# 사이언스 픽션 플러스

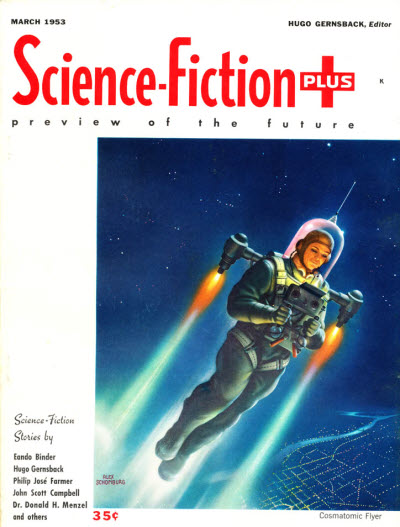
제1판 커버

사이언스 픽션 플러스(Science-Fiction Plus)는 휴고 건스백이 1953년에 7호에 걸쳐 발행한 미국 공상 과학 잡지이다. 1926년 건스백은 최초의 공상 과학 잡지인 어메이징 스토리스를 창간했지만 1936년 자신이 판매한 이후 이 장르에 관여하지 않았다. 사이언스 픽션 플러스는 처음에는 매끄러운 형식으로 제작되었다. 즉, 대형이고 광택 용지에 인쇄되었다. 건스백은 항상 공상 과학 소설의 교육적 힘을 믿었으며 새 잡지의 사설에서 자신의 견해를 계속해서 옹호했다. 편집장인 샘 모코비츠(Sam Moskowitz)는 초기 펄프 잡지의 독자였으며 레이먼드 Z. 갈룬, 은도 바인더, 해리 베이츠 등 제2차 세계대전 이전에 인기를 끌었던 많은 작가들을 냈다. 건스백의 진지한 사설과 결합하여 이러한 초기 작가들의 사용은 잡지에 시대착오적인 느낌을 더해주었다.
처음에는 매출이 좋았으나 곧 하락했다. 지난 두 호의 경우 건스백은 잡지를 더 저렴한 펄프지로 전환했지만 잡지는 여전히 수익성이 없었다. 최종판은 1953년 12월 발행되었다.